# آسیاب دلی یاسیر
آسیاب دلی یاسیر مربوط به سده‌های متاخر دوران‌های تاریخی پس از اسلام است و در شهرستان کهگیلویه، بخش سرفاریاب، دهستان سرفاریاب، روستای دلی یاسر واقع شده و این اثر در تاریخ ۱۸ شهریور ۱۳۸۷ با شمارهٔ ثبت ۲۳۳۴۲ به‌عنوان یکی از آثار ملی ایران به ثبت رسیده است.